# Siobhan Thompson
Siobhan Thompson (nascuda el 29 de juliol de 1984) és una comediant de esquetxos britànica i guionista còmica. És coneguda per a la seva feina a les sèries web originals de CollegeHumor i ha aparegut en altres programes com Adam Ruins Everything i Broad City. També és guionista per Adult Swims a la sèrie Rick i Morty.

## Biografia
Thompson originalment va anar als Estats Units des d'Anglaterra per ser arqueòloga, però aviat es va trobar abocada a la comèdia. Va començar prenent classes a la Upright Citizens Brigade el 2010, i és membre del seu equip Alamo. És també l'anterior amfitriona de la sèrie web de BBC America "Anglophenia", la co-amfitriona del podcast de comèdia d'esquetxos Left Handed Radio, i ha aparegut en múltiple espectacles de televisió.
Va aparèixer per primer cop a un esquetx de CollegeHumor el juliol de 2015, i va deixar l'empresa a finals de 2016, abans de tornar el 2017.
El juny de 2018, es va anunciar que Joss Whedon produiria una sèrie de televisió còmica creada per Thompson i Rebecca Drysdale que s'emetria a Freeform.
Thompson és també una jugadora a Dimension 20, un espectacle de joc real de Masmorres i Dracs que es va estrenar el setembre de 2018 a Dropout, el servei de streaming de CollegeHumor. Els seus personatges inclouen Adaine Abernant (Fantasy High), Misty Moore/Rowan Moore (Unsleeping City), la Princesa Ruby Rocks (A Crown of Candy), Iga Lisowski (The Unsleeping City: Chapter II), i Riva (A Starstruck Odyssey).